# Wretch
Wretch is het eerste album van de Amerikaanse stonerrockband Kyuss, dat werd uitgegeven in september 1991. Het is het eerste album onder de naam Kyuss. Dit was eerst Sons of Kyuss.
Een aantal liedjes zijn opnieuw opgenomen van hun eerder opgenomen ep Sons of Kyuss.

## Tracklist
| nr. | titel                                      | muziek / tekst       | duur |
| --- | ------------------------------------------ | -------------------- | ---- |
| 1   | Beginning of What's About to Happen Hwy 74 | Homme                | 4:43 |
| 2   | Love Has Passed Me By                      | Bjork/Homme          | 3:12 |
| 3   | Son of a Bitch                             | Oliveri/Homme/Garcia | 6:03 |
| 4   | Black Widow                                | Homme/Cockrell       | 2:44 |
| 5   | Katzenjammer                               | Homme                | 2:23 |
| 6   | Deadly Kiss                                | Homme                | 5:05 |
| 7   | The Law                                    | Oliveri/Homme        | 7:53 |
| 8   | Isolation                                  | Homme                | 2:48 |
| 9   | I'm Not                                    | Homme/Garcia         | 4:39 |
| 10  | Big Bikes                                  | Bjork                | 5:01 |
| 11  | Stage III                                  | Bjork                | 4:14 |

## Uitvoerende musici
- John Garcia - Zang
- Josh Homme - Gitaar
- Brant Bjork - Drum
- Nick Oliveri - Basgitaar
- Chris Cockrell - Basgitaar (tracks 4, 6)

Producer(s): Ron Krown, Catherine Enny en Kyuss
Gemixt door: Chris Fuhrman en Michael Mikulka
Design door: Harlan Williams